# Bailey Zimmerman
Bailey Zimmerman (Louisville, 27 de enero de 2000) es un cantante de música country estadounidense. En 2022, lanzó los sencillos "Fall in Love" y "Rock and a Hard Place", que alcanzaron el número uno en la lista Billboard Country Airplay. Su álbum debut Religiously. The Album. fue lanzado el 12 de mayo de 2023.

## Primeros años
Zimmerman nació en Louisville, Illinois. Antes de hacer música, trabajó en la industria empacadora de carne y para un gasoducto sindical.

## Carrera
En diciembre de 2020, Zimmerman comenzó a publicar música original en su cuenta de TikTok. En enero de 2021, lanzó su sencillo debut "Never Comin 'Home", que luego ingresó al top 20 en la lista viral de Spotify en los Estados Unidos.
Después de su lanzamiento inicial en febrero de 2022, "Fall in Love" alcanzó la posición 31 en el Billboard Hot 100 en agosto. A esto le siguieron los sencillos adicionales "Rock and a Hard Place" y "Where It Ends" en junio y agosto de 2022, respectivamente. Debido al éxito de estas canciones, Zimmerman firmó con Warner Music Nashville y Elektra Records. Con "Fall in Love" entró más tarde en las listas de éxitos en el formato de radio Country.
Zimmerman lanzó su extended play, Leave the Light On el 14 de octubre de 2022. Debutó entre los diez primeros de las listas Billboard 200 y Canadian Albums. Como resultado de la gran demanda, Zimmerman extendió su gira como cabeza de cartel por los Estados Unidos hasta el otoño de 2022, con Josh Ross abriendo sus fechas a principios de 2023.
El 17 de marzo de 2023, Zimmerman anunció su próximo álbum debut Religiously. The Album, y fue lanzado el 12 de mayo de 2023.

## Discografía

### Álbumes de estudio
| Título                  | Detalles del álbum | Posiciones más altas | Posiciones más altas | Posiciones más altas | Posiciones más altas | Certificaciones |
| Título                  | Detalles del álbum | EU                   | EU Country           | AUS                  | CAN                  | Certificaciones |
| ----------------------- | --- | -------------------- | -------------------- | -------------------- | -------------------- | --------------- |
| Religiously. The Album. | - Lanzamiento: 12 de mayo de 2023 - Disquera: Warner Music Nashville - Formatos: CD, casete, vinilo, descarga digital, streaming | 7                    | 3                    | 25                   | 8                    | - MC : Platino  |

### Extended plays
| Título             | Detalles del EP | Posiciones más altas | Posiciones más altas | Posiciones más altas | Posiciones más altas | Certificaciones |
| Título             | Detalles del EP | EU                   | EU Country           | AUS                  | CAN                  | Certificaciones |
| ------------------ | --- | -------------------- | -------------------- | -------------------- | -------------------- | --------------- |
| Leave the Light On | - Fecha de lanzamiento: 14 de octubre de 2022 - Disquera: Warner Music Nashville - Formatos: CD, descarga digital, streaming | 9                    | 2                    | 95                   | 8                    | - MC: oro       |

### Sencillos
| Título                  | Año  | Posiciones más altas | Posiciones más altas | Posiciones más altas | Posiciones más altas | Posiciones más altas | Posiciones más altas | Posiciones más altas | Posiciones más altas | Certificaciones                       | Álbum                                        |
| Título                  | Año  | EU                   | EU Country           | EU Country Airplay   | AUS                  | CA                   | CAN Country          | NZ                   | Global               | Certificaciones                       | Álbum                                        |
| ----------------------- | ---- | -------------------- | -------------------- | -------------------- | -------------------- | -------------------- | -------------------- | -------------------- | -------------------- | ------------------------------------- | -------------------------------------------- |
| "Fall in Love"          | 2022 | 29                   | 5                    | 1                    | —                    | 64                   | 1                    | —                    | 117                  | - RIAA: 2 × Platino - MC: 3 × Platino | Leave the Light On y Religiously. The Album. |
| "Rock and a Hard Place" | 2022 | 10                   | 2                    | 1                    | 41                   | 17                   | 1                    | 11                   | 59                   | - RIAA: 2 × Platino - MC: 4 × Platino | Leave the Light On y Religiously. The Album. |
| "Religiously"           | 2023 | 36                   | 9                    | 14                   | —                    | 70                   | 35                   | 34                   | —                    |                                       | Religiously. The Album.                      |

### Sencillos promocionales
| Título                | Año  | Posiciones más altas | Posiciones más altas | Posiciones más altas | Posiciones más altas | Posiciones más altas | Certificaciones | Álbum                                        |
| Título                | Año  | EU                   | EU Country           | CAN                  | NZ                   | Global               | Certificaciones | Álbum                                        |
| --------------------- | ---- | -------------------- | -------------------- | -------------------- | -------------------- | -------------------- | --------------- | -------------------------------------------- |
| "Never Comin' Home"   | 2021 | —                    | —                    | —                    | —                    | —                    |                 | Sencillos sin álbum                          |
| "Change"              | 2021 | —                    | —                    | —                    | —                    | —                    |                 | Sencillos sin álbum                          |
| "Small Town Crazy"    | 2021 | —                    | —                    | —                    | —                    | —                    |                 | Sencillos sin álbum                          |
| "Where It Ends"       | 2022 | 32                   | 7                    | 21                   | 22                   | 68                   | - MC: Platino   | Leave the Light On y Religiously. The Album. |
| "Never Leave"         | 2022 | -                    | 27                   | —                    | —                    | —                    |                 | Leave the Light On                           |
| "Get to Gettin' Gone" | 2022 | —                    | 34                   | —                    | 28                   | —                    |                 | Religiously. The Album.                      |
| "Fix'n to Break"      | 2023 | 84                   | 23                   | 83                   | —                    | —                    |                 | Religiously. The Album.                      |

## Premios y nominaciones
| Año  | Premiación                                  | Categoría                          | Nominado por            | Resultado | Referencia |
| ---- | ------------------------------------------- | ---------------------------------- | ----------------------- | --------- | ---------- |
| 2023 | CMT Music Awards                            | Video revelación masculino del año | "Fall in Love"          | Nominado  |            |
| 2023 | CMT Music Awards                            | Vídeo masculino del año            | "Rock and a Hard Place" | Nominado  |            |
| 2023 | Premios de la Academia de la Música Country | Nuevo artista masculino del año    | El mismo                | Pendiente |            |